# Delegacja do Kongresu USA stanu Alaska

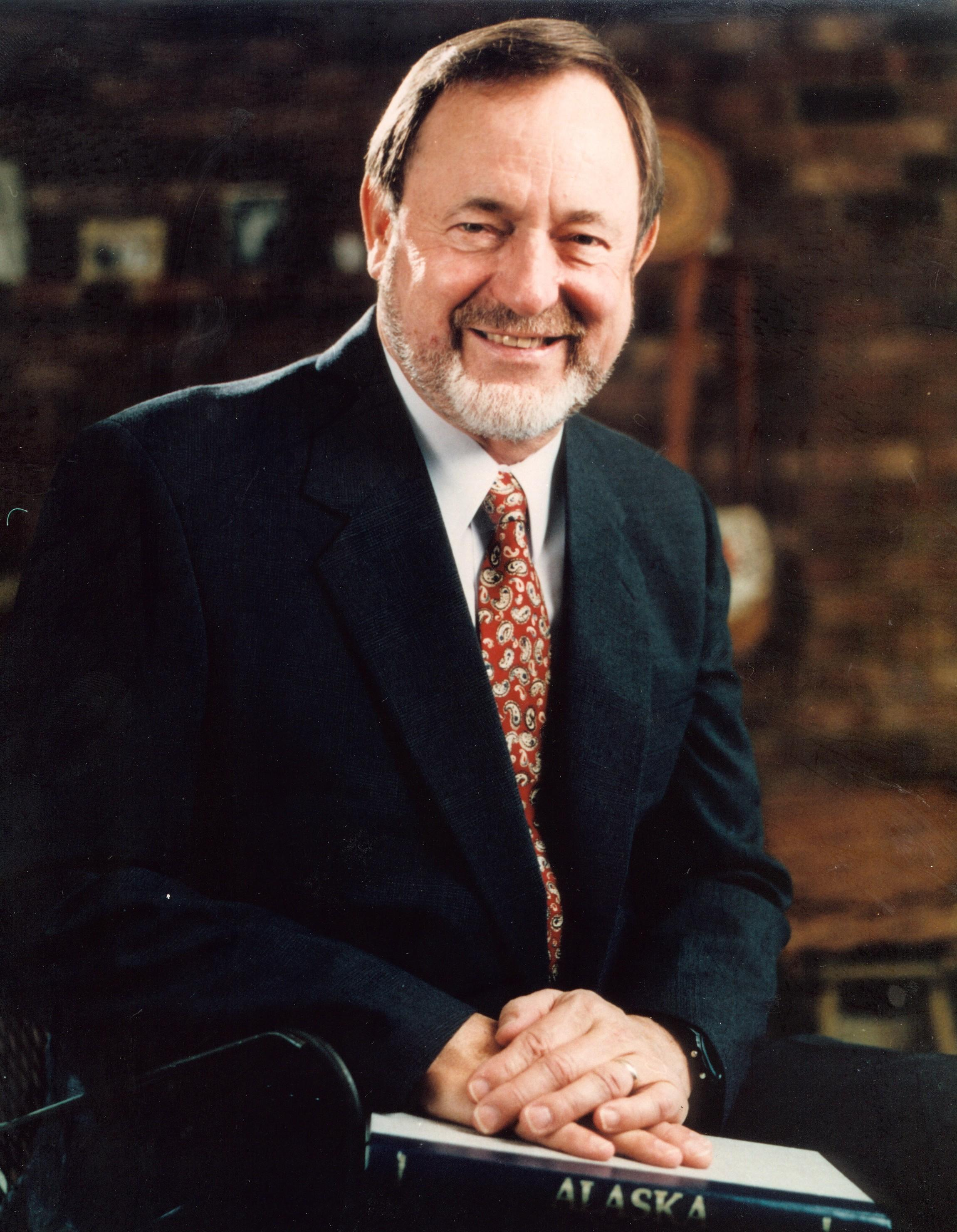
Reprezentant Don Young jest najstarszym stażem kongresmanem ze stanu (od 1973)

Delegacja do Kongresu Stanów Zjednoczonych stanu Alaska liczy trzech kongresmenów (dwóch senatorów oraz jednego reprezentanta). Alaska została przyjęta do Unii jako 49. stan dnia 3 stycznia 1959, więc stanowa reprezentacja zasiada od 86. Kongresu (1959–1961).
Czynne prawo wyborcze przysługuje tym amerykanom, którym przysługuje prawo głosu w wyborach do stanowej Izby Reprezentantów (Alaska House of Representatives).

## 111. Kongres (2009-11)
W ostatnich wyborach 4 listopada 2008 wybierano reprezentanta oraz senatora. W wyborach do Senatu kandydat Partii Demokratycznej Mark Begich pokonał urzędującego od 24 grudnia 1968 senatora Teda Stevensa z Partii Republikańskiej.
W najbliższych wyborach 2 listopada 2010 mieszkańcy będą wybierać jednego reprezentanta oraz jednego senatora. O reelekcję ubiegać się będzie senator Lisa Murkowski z Partii Republikańskiej.
| Senat | Senat          | Senat  | Senat           |
| Klasa | Senator        | Partia | Urzęduje od     |
| ----- | -------------- | ------ | --------------- |
| 3     | Lisa Murkowski | R      | 20 grudnia 2002 |
| 2     | Dan Sullivan   | R      | 3 stycznia 2015 |

| Izba Reprezentantów | Izba Reprezentantów | Izba Reprezentantów | Izba Reprezentantów |
| Okręg               | Reprezentant        | Partia              | Urzęduje od         |
| ------------------- | ------------------- | ------------------- | ------------------- |
| At-large            | Mary Peltola        | D                   | 13 września 2022    |

## 110. Kongres (2007-09)
W wyborach 8 listopada 2022 wybierano tylko reprezentanta.

## Liczba kongresmenów
17 maja 1884 z ziem dzisiejszego stanu utworzono Dystrykt Alaska, a 24 sierpnia 1912 Terytorium Alaska. W międzyczasie w 1905 Dystrykt otrzymał prawo wyboru jednego delegata do Izby Reprezentantów, który nie miał jednak prawa głosu. Z chwilą wejścia do Unii delegat ten uzyskał prawo głosu (dodatkowo wybrano dwóch senatorów). Od tego czasu liczba kongresmenów nie uległa zmianie.

### Zmiany liczby reprezentantów
| - 1905–1959 - 1 (bez prawa głosu) - od 1959 - 1 |